# Estret de McClure

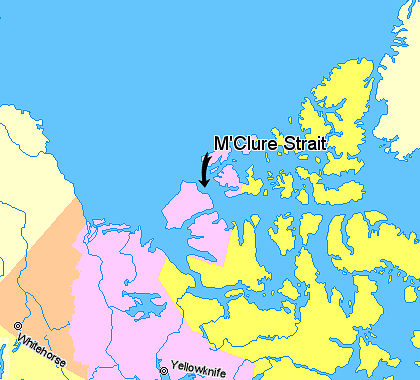
Mapa indicant la situació de l'estret de McClure

L'estret de McClure (en anglès, McClure Strait o a vegades M'Clure Strait) és un estret que es troba a l'Arxipèlag Àrtic Canadenc i que constitueix l'extrem més occidental del Pas del Nord-oest. Administrativament, les seves costes pertanyen als Territoris del Nord-oest, Canadà.

## Geografia
L'estret connecta el mar de Beaufort, a l'oest, amb el canal del vescomte Melville, a l'est. Es troba comprès entre l'illa del Príncep Patrick, l'illa Eglinton i l'illa de Melville, al nord i l'illa de Banks al sud. Té una llargada d'uns 330 km i una amplada d'uns 95 km.
L'estret està quasi permanentment bloquejat per una gruixuda banquisa, que el sol fer infranquejable als vaixells.

## Història
L'estret pren el nom de Robert McClure, un explorador irlandès de l'Àrtida, que va ser el primer home a travessar el Pas del Nord-oest, emprant vaixell i trineu.
El 1969, el vaixell estatunidenc SS Manhattan va ser alliberat dels gels per un trencaglaç canadenc, i obligat a viatjar a través de les aigües territorials canadenques per completar el seu pas cap a l'oest. Això va provocar un conflicte entre els dos països per la disputa de les aigües territorials de les illes de l'Àrtida.
L'estret de McClure quedà totalment obert, sense gel, a principis d'agost de 2007, i novament l'agost de 2008. Això va fer que la ruta a través del nord d'America entre Europa i Àsia, històricament intransitable, fos una realitat.